# Crunk
Genres dérivés
Crunk'n'b, crunkcore, reggaecrunk
Genres associés
Trap
Le crunk, ou krunk, est un sous-genre du hip-hop lancé par Three 6 Mafia à Memphis (Tennessee) au début des années 1990 et significativement popularisé entre 2003 et 2004. Les musiciens de crunk sont souvent appelés crunksters. Une chanson crunk archétype fait usage fréquent d'une boîte à rythmes, de grosses lignes de basses, des morceaux vocaux hurlés. « Crunk » est également un terme générique pour dénoter le style dirty south, qui apparaîtra pendant les années de gloire du genre.

## Étymologie
Le terme est principalement attribué à l'argot afro-américain et possède plusieurs significations. Il se réfère au verbe to crank up. Le terme viendrait supposément du mot crank, souvent conjugué crunk dans le Sud des États-Unis. Dans les médias, crunk peut être retracé en 1972 dans l'ouvrage du Dr. Seuss Marvin K. Mooney Will You Please Go Now!. Il utilise le terme de crunk-car sans en donner de définition. Le terme est utilisé dans les années 1980 dans les boîtes de nuit d'Atlanta, en Géorgie, et signifie « plein d'énergie » ou « hyper-excité »,. Au milieu des années 1990, le crunk est défini d'une manière variée comme « excitant » ou « cool ». Le magazine Rolling Stone est l'auteur d'un « dictionnaire de l'argot Dirty South », dans lequel to crunk est défini comme « s'exciter »,.
8Ball & MJG ont vraiment été des pionniers dans leurs genres, et il n'est pas surprenant qu'il y ait des ressemblances avec le style crunk actuel dans leurs titres comme "Pimps In The House" et "9 Little Millimeta Boys" datant de 1993. Leur musiques, marquée par des rythmes lourds et des paroles percutantes, a sans aucun doute pavé la voie pour des styles ultérieurs, comme le crunk, qui a pris son envol dans les années 2000, principalement grâce à des artistes comme Lil Jon.
Ces précurseurs du rap du Sud ont vraiment contribué à façonner le son du hip-hop dans cette région, qui jouera un rôle essentiel dans l'évolution du genre. Leurs productions sont crues, directes et pleines de l'énergie brute qui deviendra la marque de fabrique du crunk.
OutKast est considéré comme le premier groupe à utiliser ce terme, dans la chanson Player's Ball publiée en 1993. L'année séminale du genre se situe en 1996, avec la publication de l'album de Three 6 Mafia intitulé Chapter 1: The End (avec la chanson Gette'm Crunk), et l'album de hip-hop underground de Tommy Wright III intitulé On the Run, avec la chanson de Project Pimp intitulée Getting Crunk.
Le rappeur Lil Jon popularise le terme avec son album publié en 1997 Get Crunk, Who U Wit: Da Album. Il publie ensuite d'autres chansons sous ce même terme, et devient considéré comme l'un des artistes ayant popularisé le terme. Lil Jon popularise de loin le terme avec son album Crunk Juice (2004), et est crédité pour avoir inventé le cocktail alcoolisé homonyme. Cet usage de crunk devient un synonyme de « breuvage de fou ». Des boissons non-alcoolisées, dans lesquelles de l'alcool pouvait être ajouté, sont fabriquées sous la marque commerciale Crunk, dont le porte-parole est Lil Jon,.
Le terme continue à évoluer, et devient mal perçu par les forces de l'ordre, les parents et la presse. En 2011, la société de boissons Crunk fait paraître le « Crunk Juice ». Ce breuvage est destiné à un public âgé entre 19 et 21 ans – une tranche d'âge illégale aux États-Unis concernant la consommation d'alcool – et est donc associé à la criminalité. La presse publie plusieurs articles dans lesquels le « crunk » devient synonyme de criminel « dangereux et alcoolique »,,.

## Histoire

### Origines

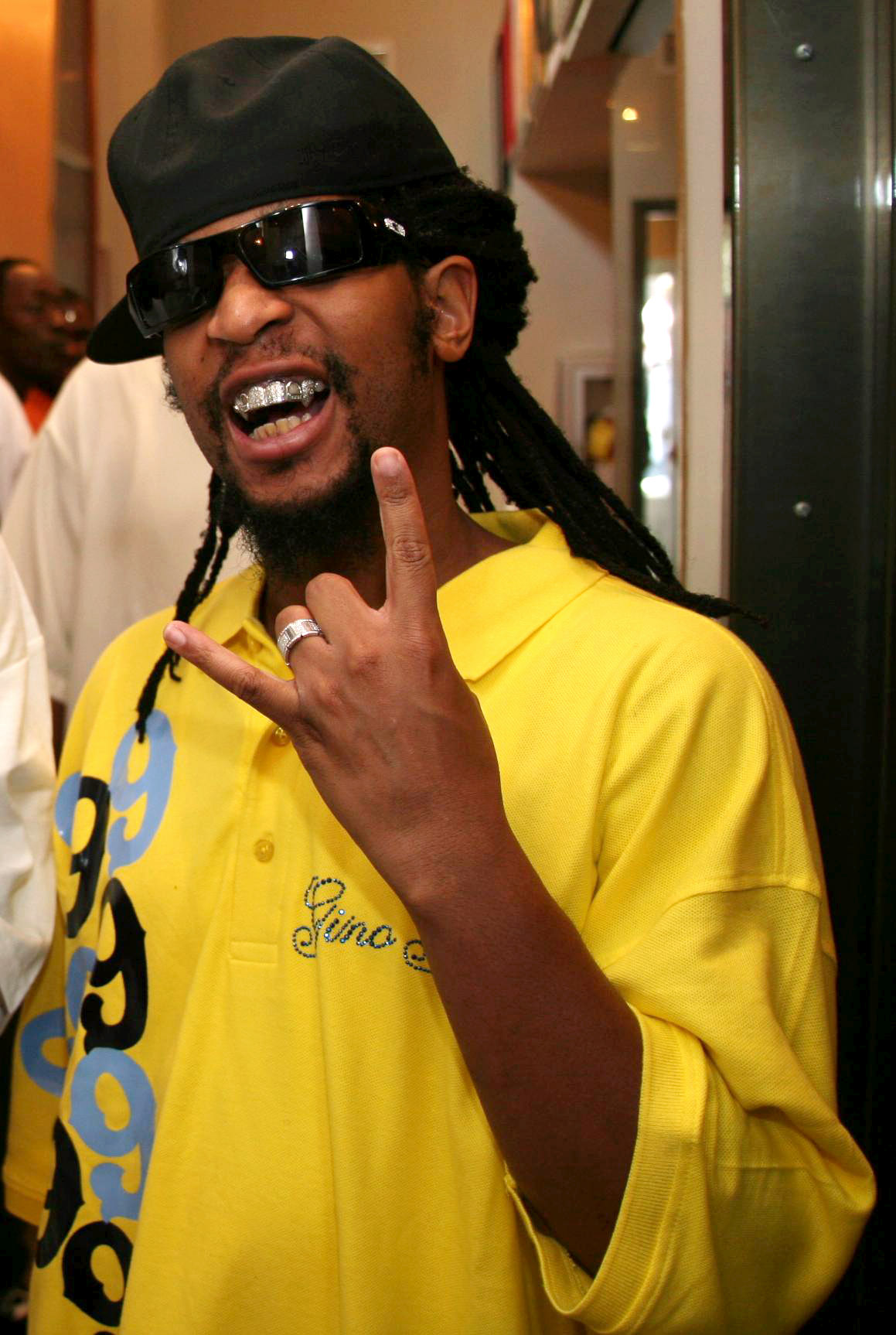
Lil Jon est l'un des musiciens les plus importants du crunk.

Le crunk est originaire de la Miami bass lancée avant 1996 dans le sud des États-Unis, en particulier dans les stripclubs afro-américains de Memphis, Tennessee. L'un des importants pionniers du crunk, Lil Jon, explique que le genre est apparu lorsqu'il a décidé de mêler hip-hop et electro avec des genres dance comme la house et la techno. Le groupe de hip-hop Three 6 Mafia est « instrumental dans l'émergence du style » au milieu et à la fin des années 1990. Deux DJs de Memphis, DJ Paul et Juicy J, se lancent dans une composition originale « lente, au chant simpliste... et répétitive. » Ce duo devient bientôt connu sous le nom de Three 6 Mafia. Ayant collaboré notamment aux côtés de Project Pat, Lord Infamous, et Gangsta Boo, les deux compères deviennent une formation instrumentale de crunk.
En 1997, désormais à Atlanta, Lil Jon, et son groupe The East Side Boyz, font paraître leur album Get Crunk, Who U Wit: Da Album, cet album étant le premier des six albums publié par Lil Jon et The East Side Boyz. Lil Jon explique avoir utilisé le mot « crunk » pour mieux attirer l'attention ; ils s'autoproclamaient « groupe crunk » sur le compte de cet album. Cependant, The New York Times refuse d'attribuer à Get Crunk, Who Are You With le titre de premier album crunk jamais publié. Après avoir été surnommé « roi du crunk » (King of Crunk), Lil Jon continue ses collaborations aux côtés d'artistes populaires comme Snoop Dogg, Ice Cube, Ludacris et Britney Spears. Néanmoins, le terme de crunk n'est pas exclusivement attribué à Lil Jon et Three 6 Mafia. À leurs débuts, des artistes comme Ying Yang Twins, Bone Crusher, Lil Scrappy, Trillville, YoungBloodZ et Pastor Troy d'Atlanta, et David Banner du Mississippi ont également aidé à la popularisation du genre.

### Popularité et évolution
Au début et au milieu des années 2000, certains hits de crunk comme Get Low, Goodies, et Freek-a-Leek produits par Lil Jon atteignent le top 10 du Billboard Hot 100. Ses titres Yeah! et Goodies sont les premiers à populariser le sous-genre du crunk et de le RnB contemporain, appelé crunk'n'b. Ces deux chansons (composées avec Usher et Ciara, respectivement) sont les premiers hits en 2004.
Le crunk et le reggaeton fusionnent pour donner naissance au reggaecrunk, un genre qui reste très peu répandu pour l'instant.